# A Love Song for Bobby Long
A Love Song for Bobby Long er en amerikansk film skrevet og instrueret af Shainee Gabel. Manuskriptet er baseret på romanen "Off Magazine Street" af Ronald Everett Capps. 
I filmen har John Travolta (Bobby Long), Scarlett Johansson (Purslane Will) og Gabriel Macht (Lawson Pines) hovedrollerne.

## Handling
Historien er centreret om 18-årige Purslane, som forlader Florida og sin voldelige kæreste og vender tilbage til sin fødeby New Orleans for at undersøge sin baggrund. Purslane har ikke set sin mor Lorraine i adskillige år, og nu er Lorraine død af en overdosis. Lorraine var jazzsangerinde og efter sigende en fri sjæl.
Purslane opsøger sit barndomshjem og finder det beboet af universitetsprofessoren Bobby Long og hans protege, skribenten Lawson. Mændene er tydeligvis alkoholiserede. De tilbringer dagene med at ryge utallige cigaretter, spille skak, citere Dylan Thomas, Benjamin Franklin, T.S. Eliot etc. og være sammen med mændene i nabolaget, mens Bobby spiller guitar og synger melankolske sange.
Bobby og Lawson overbeviser Purslane om, at hendes mor efterlod huset til dem. Purslane kræver at flytte ind, og det er dem meget imod.
Purslane flytter ind og viser sig hurtigt at være husets mest fornuftige og ansvarlige beboer. Bobby og Lawsons forsøg på at komme af med hende bliver færre, da de efterhånden bliver glade for hende. Bobby opmuntrer Purslane til at færdiggøre High School. Han forsøger at udvide hendes horisont og introducerer hende bl.a. for The Heart is a Lonely Hunter. Lawson, som lider af skriveblokade, føler sig tiltrukket af Purslane, men vil ikke komplicere sit liv yderligere.
De dvæler alle ved minderne om Lorraine, især Purslane, som efterhånden erindrer, at Lorraine forsømte hende til fordel for sin karriere. Da Purslane finder et depot af breve, ændres hendes billede af Lorraine. Brevene er skrevet til Purslane, men aldrig sendt. Via brevene finder Purslane ikke alene ud af, hvordan moren følte – men også hvem hendes far er.